# Mark Strahl
Mark Strahl, né le 26 mars 1978, est un homme politique canadien. 
Il a été élu à la Chambre des communes sous la bannière conservatrice lors des élections de mai 2011 dans le comté de Chilliwack—Fraser Canyon.